# 1,2,3,4-Tétraphénylnaphtalène
Le 1,2,3,4-tétraphénylnaphtalène est un hydrocarbure aromatique polycyclique phénylé de formule chimique (C6H5)4C10H4. Il présente un polymorphisme facilement identifiable en ce que son point de fusion après cristallisation à partir d'une solution est inférieur au point de fusion après solidification à partir de l'état fondu. Il peut servir de référence dans les cours de chimie concernant les réactions de Diels-Alder.
On peut l'obtenir facilement en faisant réagir de la tétraphénylcyclopentadiénone, de l'acide anthranilique et du diméthoxyéthane,.